# آب‌انبار مظفرالسلطان
آب‌انبارمظفرالسلطان مربوط به دوره پهلوی اول است و در شهرستان گناباد، بخش کاخک، روستای نجم‌آباد (گناباد) واقع شده و این اثر در تاریخ ۲۲ مرداد ۱۳۸۴ با شمارهٔ ثبت ۱۳۱۱۳ به‌عنوان یکی از آثار ملی ایران به ثبت رسیده است.